# Municipio de Cosoleacaque
El municipio de Cosoleacaque es uno de los 212 municipios en que se encuentra dividido el estado mexicano de Veracruz. Se encuentra localizado al sureste y su cabecera es la ciudad de Cosoleacaque. Es parte de la zona metropolitana de Minatitlán

## Geografía
El municipio de Cosoleacaque se encuentra ubicado al sureste del territorio veracruzano, en la denominada región Olmeca. Tiene una extensión territorial de 277.938 kilómetros cuadrados.
Sus límites corresponden al norte con el municipio de Coatzacoalcos, al noreste con el municipio de Nanchital de Lázaro Cárdenas del Río y con el municipio de Ixhuatlán del Sureste, al este y sureste con el municipio de Minatitlán; al suroeste colinda con el municipio de Jáltipan y al oeste con el municipio de Zaragoza y el municipio de Oteapan; finalmente, al noroeste limite con el municipio de Chinameca y el municipio de Pajapan.
El municipio de Cosoleacaque cuenta con un clima principalmente cálido y húmedo, con una temperatura media anual de 27 °C con lluvias casi todo el año. Sus principales ríos que lo atraviesan son el río Coatzacoalcos y el río Calzadas (siendo éste un "brazo" del Río Coatzacoalcos).

## Demografía
De acuerdo al Censo de Población y Vivienda, realizado en 2010 por el Instituto Nacional de Estadística y Geografía, el municipio posee una población de 117 725 habitantes, de los que 56 945 son hombres y 60 780 son mujeres.
Tiene una densidad poblacional de 423.57 habitantes por kilómetro cuadrado.

### Localidades
Las principales localidades y su población en 2010 son las siguientes:
| Localidad                | Población |
| Total municipio          | 117 725   |
| Minatitlán               | 47 499    |
| Cosoleacaque             | 22 454    |
| El Naranjito             | 7 574     |
| Coacotla                 | 6 873     |
| San Pedro Mártir         | 4 855     |
| Estero del Pantano       | 3 388     |
| Fracciomiento los Prados | 2 652     |
| Barrancas (Buenos Aires) | 2 465     |
| Hermenegildo J. Aldana   | 2 308     |
| Canticas                 | 1 342     |

## Política
El gobierno del municipio le corresponde a su ayuntamiento que es electo por un periodo de tres años que pueden ser renovables para el siguiente periodo inmediato, por un total máximo de seis años. Se encuentra integrado por el presidente municipal, un síndico y el cabildo integrado por siete regidores, tres electos por mayoría y cuatro por el principio de representación proporcional. Todos son electos mediante voto universal, directo y secreto.

### Representación legislativa
Para la elección de diputados locales al Congreso de Veracruz y de diputados federales a la Cámara de Diputados federal, el municipio de Cosoleacaque se encuentra integrado en los siguientes distritos electorales:
Local:
- Distrito electoral local 26 de Veracruz con cabecera en Cosoleacaque.[4]

Federal:
- Distrito electoral federal 20 de Veracruz con cabecera en Cosoleacaque.[5]

### Presidentes municipales
- (2001 - 2004): Darío Aburto Perdomo
- (2005 - 2007): Cuauhtémoc Cadena Pérez
- (2008 - 2010): Gladys Merlín Castro
- (2011 - 2013): Cirilo Vázquez Parissi
- (2014 - 2017): Ponciano Vázquez Parissi
- (2018 - 2021): Cirilo Vázquez Parissi
- (2021 - A la fecha): Ponciano Vázquez Parissi